# Groupement de Recherche et d’Etudes en Gestion à HEC Paris
Groupement de Recherche et d’Etudes en Gestion à HEC Paris (GREGHEC) – wspólne laboratorium badawcze CNRS i HEC Paris. Znajduje się na terenie kampusu HEC w Jouy-en-Josas.
Jest jednym z największych wspólnych laboratoriów badawczych w dziedzinie ekonomii i zarządzania we Francji.

## Detale
Centrum jest częścią Centre national de la recherche scientifique i HEC Paris. Znajduje się w Jouy-en-Josas. Na zajęcia po uzyskaniu stopnia doktora w danym roku szkolnym uczęszcza około 60 studentów. Centrum skupia 120 wydziałów. Laboratorium GREGHEC opiera swoje badania wokół zarządzania, a także prowadzi kilka badań interdyscyplinarnych. Badania skupiają się w szczególności na ekonomii i naukach o zarządzaniu.
Centrum prowadzi kilka programów dla studentów studiów licencjackich i magisterskich, a także dla wykładowców, mających na celu promowanie koncepcji ekonomii. Kilka inicjatyw rozpoczętych przez centrum podniosło świadomość zarówno w zakresie gospodarki, jak i zarządzania, zarówno w społeczności Jouy-en-Josas, jak i w całym kraju.